# Rozhledna Na Tŕní
Rozhledna Na Tŕní, slovensky Rozhľadňa Na Tŕní, je rozhledna na území obce Turčianske Jaseno v okrese Martin na Slovensku. Geograficky se nachází v geomorfologickém celku Turčianská kotlina v regionu Turiec v Žilinském kraji.

## Historie a popis
Rozhledna Na Tŕní je malá dřevěná, příhradová, jednopodlažní a zastřešená věžová stavba s výškou cca 7 m, která se nachází v nadmořské výšce 494 m. Má jednu vyhlídkovou plošinu ve výšce cca 3,5 m, která je ohraničena zábradlím. Byla postavena v roce 2012 a stojí na křižovatce cest mezi vesnicemi Dolné Jaseno, Horný Kalník a Záborie. Společně s blízkými rozhlednami podobné konstrukce, kterými jsou rozhledna Na Kalníku a rozhledna Na Brotnici, vznikly v rámci jednoho projektu. Rozhledna nabízí poměrně omezené výhledy na blízké obce, rozhlednu na Kalníku, Turčianskou kotlinu, hřebeny Malé Fatry a Velké Fatry a na pohoří Žiar, jež tvoří jižní hranici Turčianské kotliny. U rozhledny je také turistický rozcestník, dřevěné posezení a informační tabule.

## Další informace
Rozhledna je celoročně volně přístupná a nachází se u cyklotrasy Turčianska cyklomagistrála a křižovatky dalších cyklotras.

## Galerie

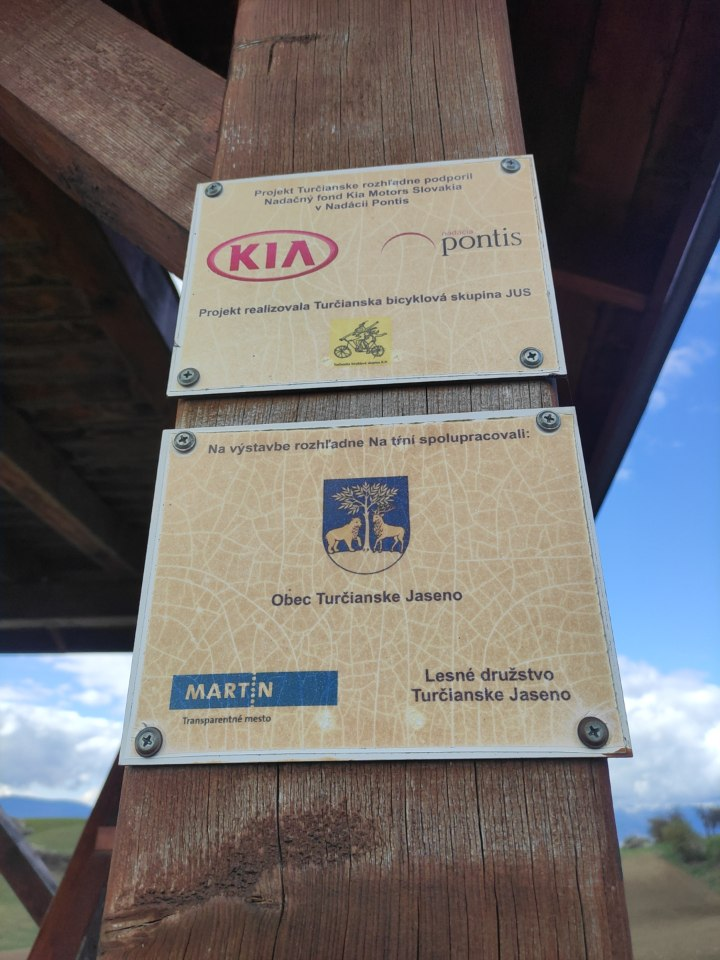
Informační panely na rozhledně
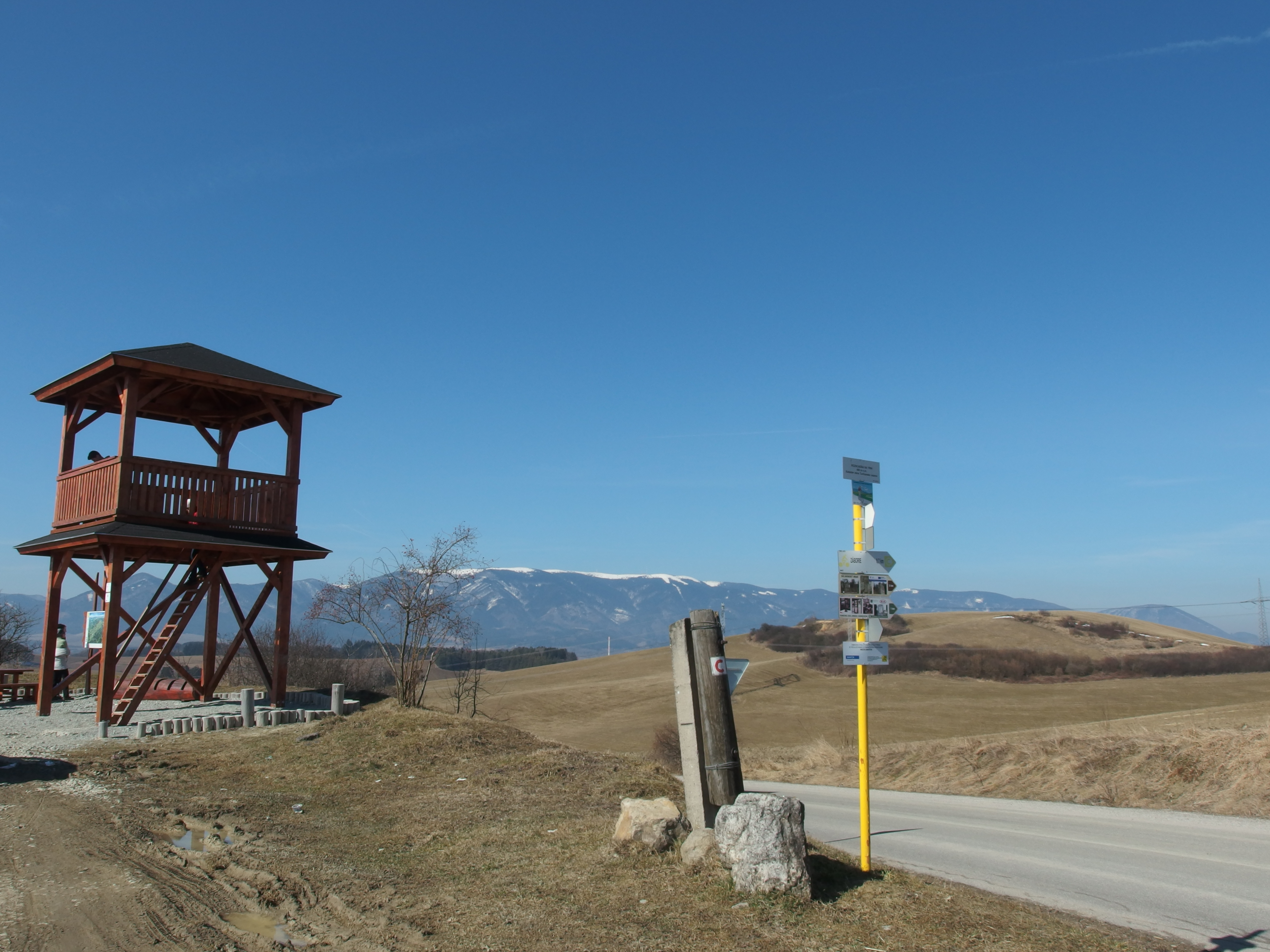
Rozhledna u silnice